# Against the Grain (배드 릴리전의 음반)
| 평가 점수                     | 평가 점수 |
| 출처                          | 점수      |
| ----------------------------- | --------- |
| AllMusic                      | [ 3 ]     |
| Alternative Rock              | 7/10      |
| Christgau's Consumer Guide    | [ 5 ]     |
| The Rolling Stone Album Guide | [ 6 ]     |
| Spin Alternative Record Guide | 8/10      |

《Against the Grain》은 미국의 펑크 록 밴드 배드 릴리전의 다섯 번째 스튜디오 음반이자 전체로는 일곱 번째 음반으로, 1990년 11월 23일에 발매되었다. 이 음반은 드러머 피트 파인스톤과 함께 녹음한 마지막 음반으로, 그는 1991년에 자신의 새 프로젝트인 더 피셔맨에 집중하기 위해 밴드를 떠났다. 그의 탈퇴 이후 밴드의 음악은 1992년 발매된 다음 음반 《Generator》에서 다른 방향으로 나아가게 되었다. 또한 《Against the Grain》은 이전 두 음반과 라인업 변화가 없었던 첫 번째 배드 릴리전 음반이기도 하다.
라디오와 텔레비전의 홍보 활동 없이도 《Against the Grain》은 10만 장 이상의 판매고를 기록했다. 음반의 타이틀 곡 일부는 《The Dan Patrick Show》의 동명 코너에서 짧게 사용되기도 했다.

## 배경 및 녹음
배드 릴리전은 1989년에 네 번째 스튜디오 음반 《No Control》을 발매했으며, 이 음반은 6만 장의 판매고를 기록했다.
《Against the Grain》의 작곡과 데모 작업은 1989년에 시작되었고, 배드 릴리전은 1990년 5월, 웨스트비치 레코더스에 들어가 이 음반을 녹음했다. 《Against the Grain》은 그렉 그래핀이나 브렛 구어위츠가 작곡하지 않은 곡들이 포함된 몇 안 되는 배드 릴리전 음반 중 하나다. 한 곡은 베이시스트 제이 벤틀리가 단독으로 작곡했으며, 또 다른 곡은 벤틀리와 그렉 헷슨이 공동 작곡했다. 벤틀리에 따르면, 밴드의 인기가 높아지면서 E 스트리트 밴드의 한 멤버로부터 제안을 받았다고 한다. 해당 멤버는 자신을 프로듀서로 하여 《Against the Grain》을 다시 녹음하고 곡들을 재작곡할 것을 제안했다.

## 커버 아트
《Against the Grain》의 음반 커버는 조이 아오키가 그린 동명의 그림이다. 그림에는 한 개를 제외한 모든 옥수수 이삭이 오른쪽을 향해 미사일 모양의 끝을 가진 줄지어 서 있는 모습이 그려져 있다. 유일한 한 개의 옥수수 이삭만 왼쪽을 향하고 있다.

## 곡 목록
| #  | 제목                                         | 작사·작곡     | 재생 시간 |
| -- | -------------------------------------------- | ------------- | --------- |
| 1. | 〈Modern Man〉                               | 그렉 그래핀   | 1:57      |
| 2. | 〈Turn on the Light〉                        | 브렛 구어위츠 | 1:24      |
| 3. | 〈Get Off〉                                  | 그래핀        | 1:42      |
| 4. | 〈Blenderhead〉                              | 구어위츠      | 1:12      |
| 5. | 〈The Positive Aspect of Negative Thinking〉 | 제이 벤틀리   | 0:57      |
| 6. | 〈Anesthesia〉                               | 구어위츠      | 3:02      |
| 7. | 〈Flat Earth Society〉                       | 구어위츠      | 2:21      |
| 8. | 〈Faith Alone〉                              | 그래핀        | 3:38      |

| #  | 제목                           | 작사·작곡         | 재생 시간 |
| -- | ------------------------------ | ----------------- | --------- |
| 1. | 〈Entropy〉                    | 그래핀            | 2:23      |
| 2. | 〈Against the Grain〉          | 그래핀            | 2:07      |
| 3. | 〈Operation Rescue〉           | 그래핀            | 2:06      |
| 4. | 〈God Song〉                   | 그래핀            | 1:37      |
| 5. | 〈21st Century (Digital Boy)〉 | 구어위츠          | 2:49      |
| 6. | 〈Misery and Famine〉          | 그래핀            | 2:34      |
| 7. | 〈Unacceptable〉               | 그렉 헷슨, 벤틀리 | 1:44      |
| 8. | 〈Quality or Quantity〉        | 그래핀            | 1:33      |
| 9. | 〈Walk Away〉                  | 구어위츠          | 1:50      |